# کارنامه اسقف کلیسای هامبورگ
کارنامه اسقف کلیسای هامبورگ (Gesta Hammaburgensis ecclesiae pontificum) رساله‌ای تاریخی است که بین سال‌های ۱۰۷۳ و ۱۰۷۶ توسط آدام برمنی نوشته شده‌است.
این رساله از مهم‌ترین متون در مورد جغرافیای شمال آلمان و اسکاندیناوی است و اهمیت ویژه آن این است که قدیمی‌ترین متنی است که در آن بخشی از آمریکای شمالی (گرینلند و وینلند) ذکر شده‌است.
این رساله رویدادها از سال ۷۸۸ تا زمان نوشته شدن متن را پوشش می‌دهد. گفتار چهارم این متن به جغرافیا اختصاص دارد و در آن جغرافیای اسکاندیناوی و منطقه بالتیک، ایسلند، گرینلند، و وینلند (نامی که وایکینگ‌ها به آمریکای شمالی داده بودند) توصیف شده‌است.
نویسنده این رساله اطلاعات خود را از سوین دوم، پادشاه دانمارک دریافت کرده بود که اطلاعات زیادی از سرزمین‌های شمالی داشت.

## گفتارها
این رساله از گفتارهای زیر تشکیل شده‌است:
- گفتار یکم: در باب تاریخ سراسقف‌نشین هامبورگ-برمن
- گفتار دوم: در باب تاریخ سراسقف‌نشین هامبورگ-برمن
- گفتار سوم: زندگی‌نامه سراسقف آدالبرت برمنی
- گیتاشناسی اروپای شمالی (Descriptio insularum aquilonis)
- پس‌گفتار در خصوص اسقف لیمار برمنی (M. Adami epilogus ad Liemarum episcopum)